# Somogyvámos
Somogyvámos ist eine ungarische Gemeinde im Kreis Fonyód im Komitat Somogy. Ungefähr fünfzehn Prozent der Bewohner zählen zur Volksgruppe der Roma.

## Geografische Lage
Somogyvámos liegt 25 Kilometer nordwestlich des Komitatssitzes Kaposvár und 22 Kilometer südöstlich der Kreisstadt Fonyód an dem Fluss Vámosi-patak. Nachbargemeinden sind Somogyvár, Gamás, Polány, Somogygeszti, Edde, Osztopán und Pamuk.

## Geschichte
Die Geschichte des Ortes reicht bis in die Zeit der Awaren zurück. Bei Bauarbeiten in den 1940er Jahren wurden Knochen, Tongefäße und Pferdegeschirre aus dieser Zeit gefunden. Im Steuerregister von 1575 wurde der Ort unter dem Namen Vámosfalva erwähnt. Anfang des 20. Jahrhunderts gab es einen großen Gutshof, der mit für die damalige Zeit modernen Geräten wie einer Dampfdreschmaschine, einem Benzinpflug und einer Dampfmühle ausgestattet war. Es gab  einen reichen Viehbestand und einen Fischteich für die Zucht. Im Jahr 1913 gab es in der damaligen Kleingemeinde 196 Häuser und 1286 Einwohner auf einer Fläche von 4343 Katastraljochen. Sie gehörte zu dieser Zeit zum Bezirk Lengyeltóti im Komitat Somogy.

## Sehenswürdigkeiten
- Evangelische Kirche, erbaut 1951
- Römisch-katholische Kirche Szent Imre, 1933 erbaut, 2011 renoviert
- Ruinen der sogenannten Puszta-Kirche, erbaut Ende des 13. Jahrhunderts, südlich des Ortes gelegen
- Weltkriegsdenkmal
- Werkstatt zum Beschlagen von Eiern mit Ausstellung (Tojáspatkoló-műhely és Kiállítás)[4]
- Im Ortsteil Krisna-völgy befindet sich ein indisches Kulturzentrum mit einem hinduistischen Tempel.

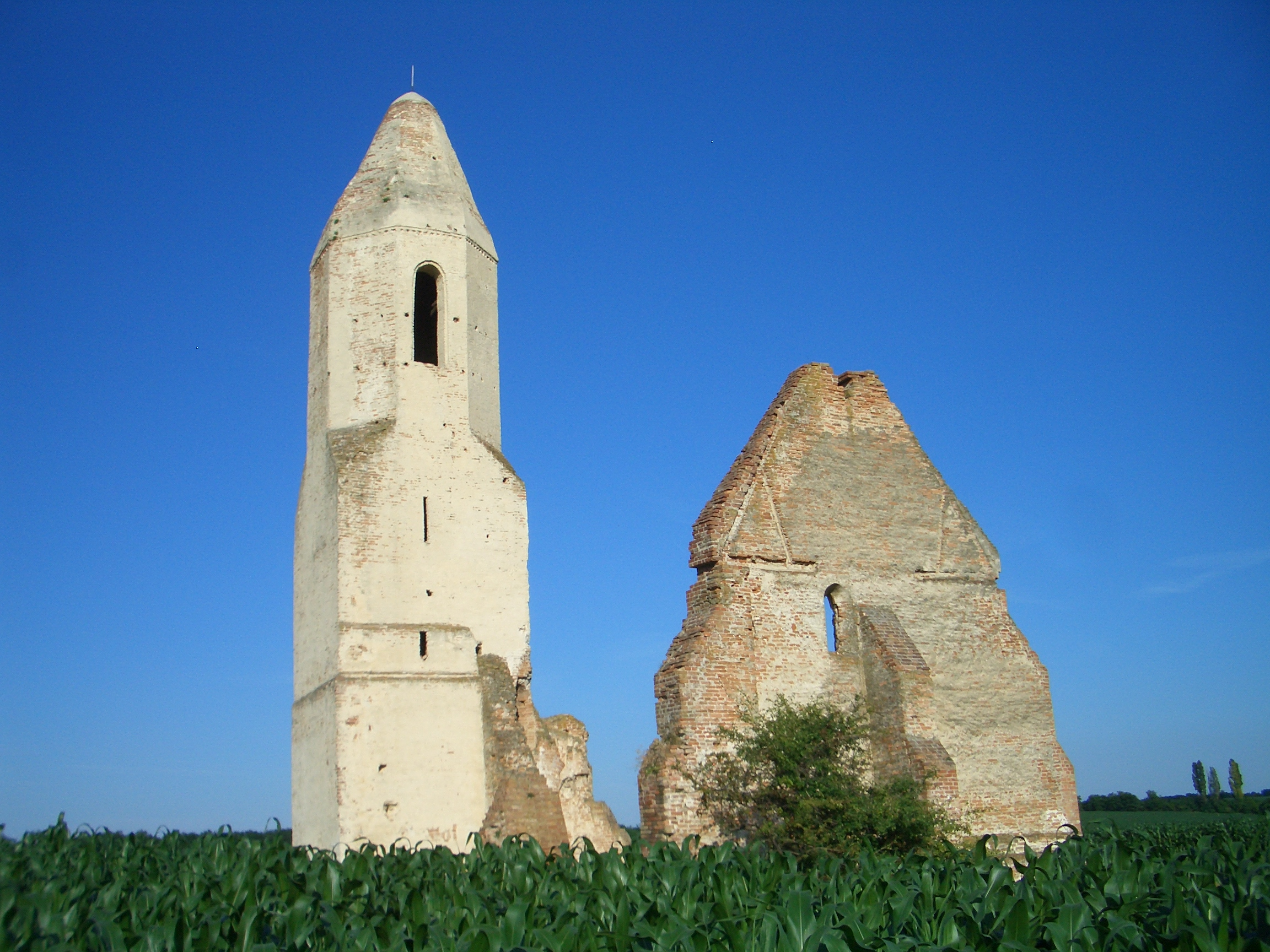
Ruinen der Puszta-Kirche
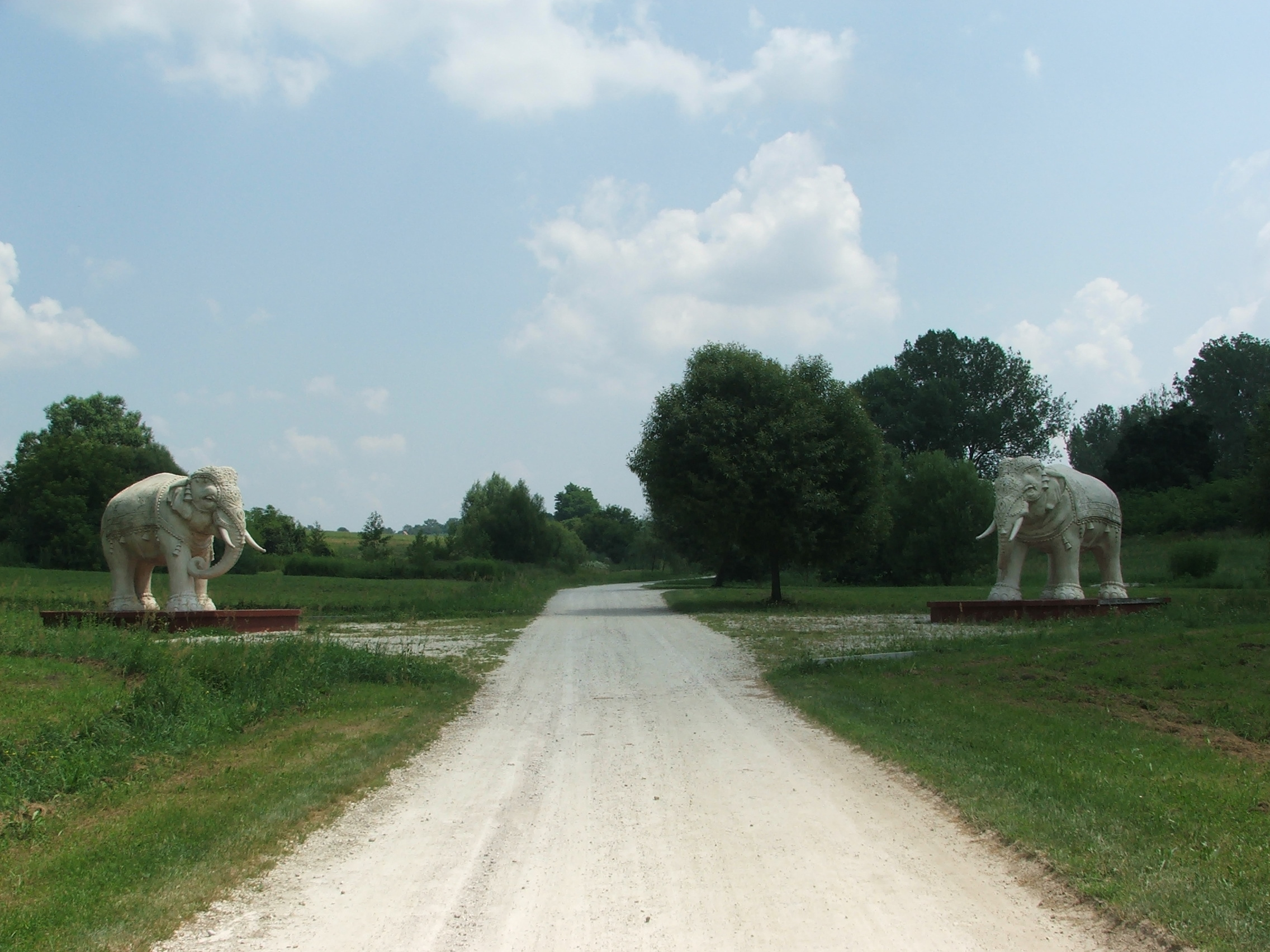
Elefantenskulpturen am Eingang zum indischen Kulturzentrum
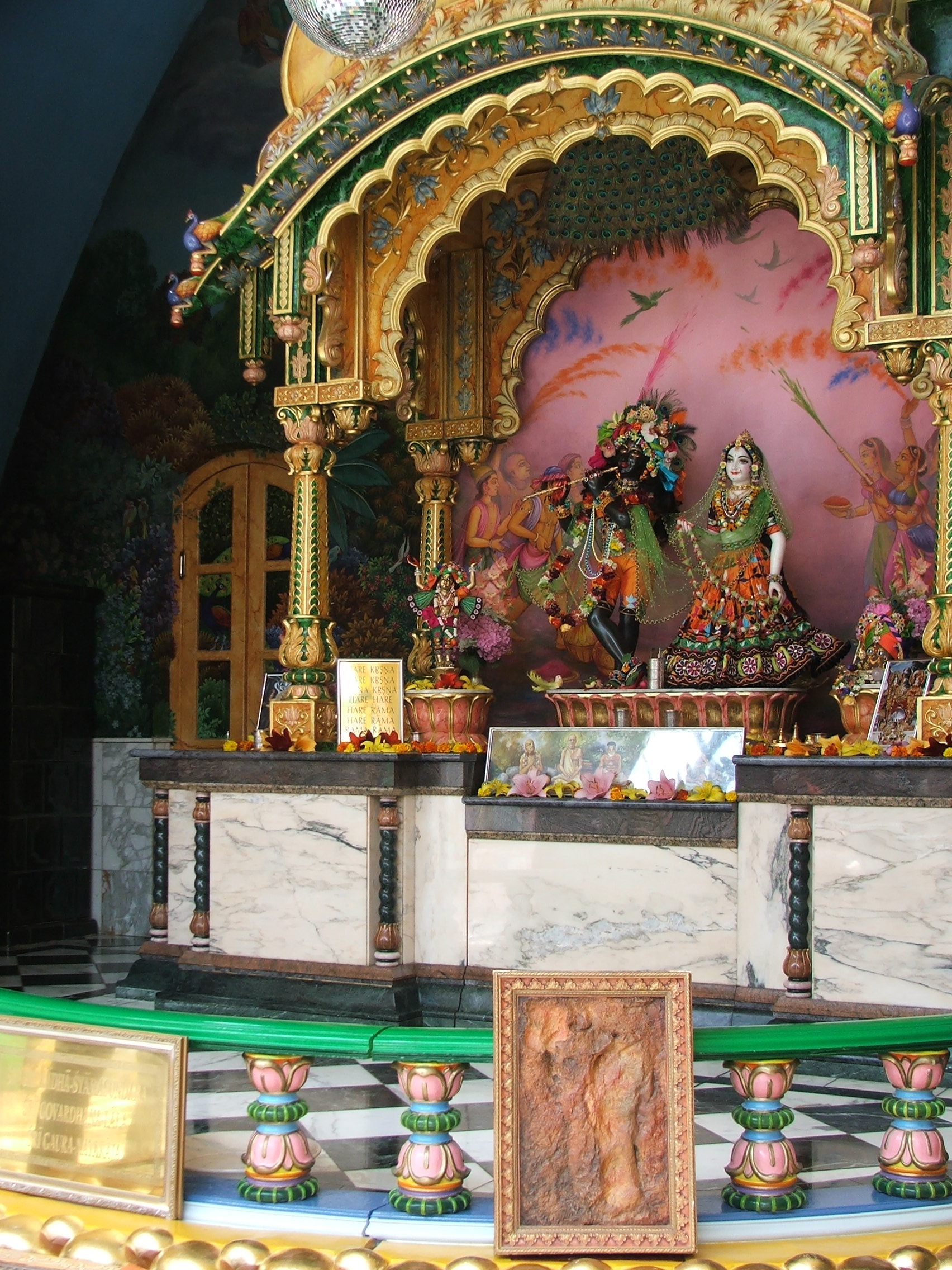
Im Inneren des hinduistischen Tempels

## Verkehr
Somogyvámos ist nur über eine Nebenstraße von Somogyvár aus zu erreichen. Es bestehen  Busverbindungen nach Somogyvár, wo sich der nächstgelegene Bahnhof befindet.